# EMU900계 전동차
EMU900계 전동차는 대만 철도(TR)가 소유한 전기 동력분산식 객차 열차로, 대한민국의 현대로템에서 제작하였다. 대부분의 역에 정차하는 완행 및 급행 서비스에 투입되었다. 2018년 대만 철로 관리국(TRA)에서 발주한 9,098억원 규모의 교외선 전동차 520량 납품 사업을 현대로템이 수주함에 따라 공급되었다.

## 역사
EMU900계는 대만 철로 관리국(TRA)이 노후화된 차량을 교체하고 시스템의 수송 용량을 늘리기 위한 노력의 일환으로 구매하였다.
2017년, 대만 교통부는 약 100만 대만 달러 규모의 예산을 승인하였고, 2024년까지 철도 차량 990대(전체 차량의 39.15%)를 교체할 계획을 수립하였다.
대한민국의 현대로템이 유일하게 입찰에 참여하였고, 253억 대만 달러(약 1조 744억 원)의 통근형 전동차 520량 공급 사업 계약이 체결되었다.
차량은 현대로템 창원 공장에서 제작되었다. 초도 2개 편성 20량이 2020년 10월 24일 화롄 항구에 도착하였다. TRA 주관으로 열린 기념 행사에는 대만 정부 및 관련 기관 관계자 등 현지 주요 인사들이 참석하였으며, 현대로템 경영진의 영상 인사말이 상영되었다.
2021년 4월 1일, 대만 북부 기륭역에서 열린 교외선 전동차 개통 기념 행사에 차이잉원 총통이 참석하여 900계 열차를 시승하였다.

## 기능
EMU900계에는 현대로템이 개발한 열차 제어 및 관리 시스템(TCMS)이 장착되어 있어 열차 내부의 문, 에어컨, 화재 안전 장비를 중앙에서 제어한다. 또한, 전기를 절약하기 위해 기차의 조명이 외부 밝기에 따라 자동 조절된다. 열차 내부에는 자전거(12대) 거치대, 임산부 우선 좌석, 휠체어 공간 8개, 화장실 3개가 마련되어 있다.

## 시설

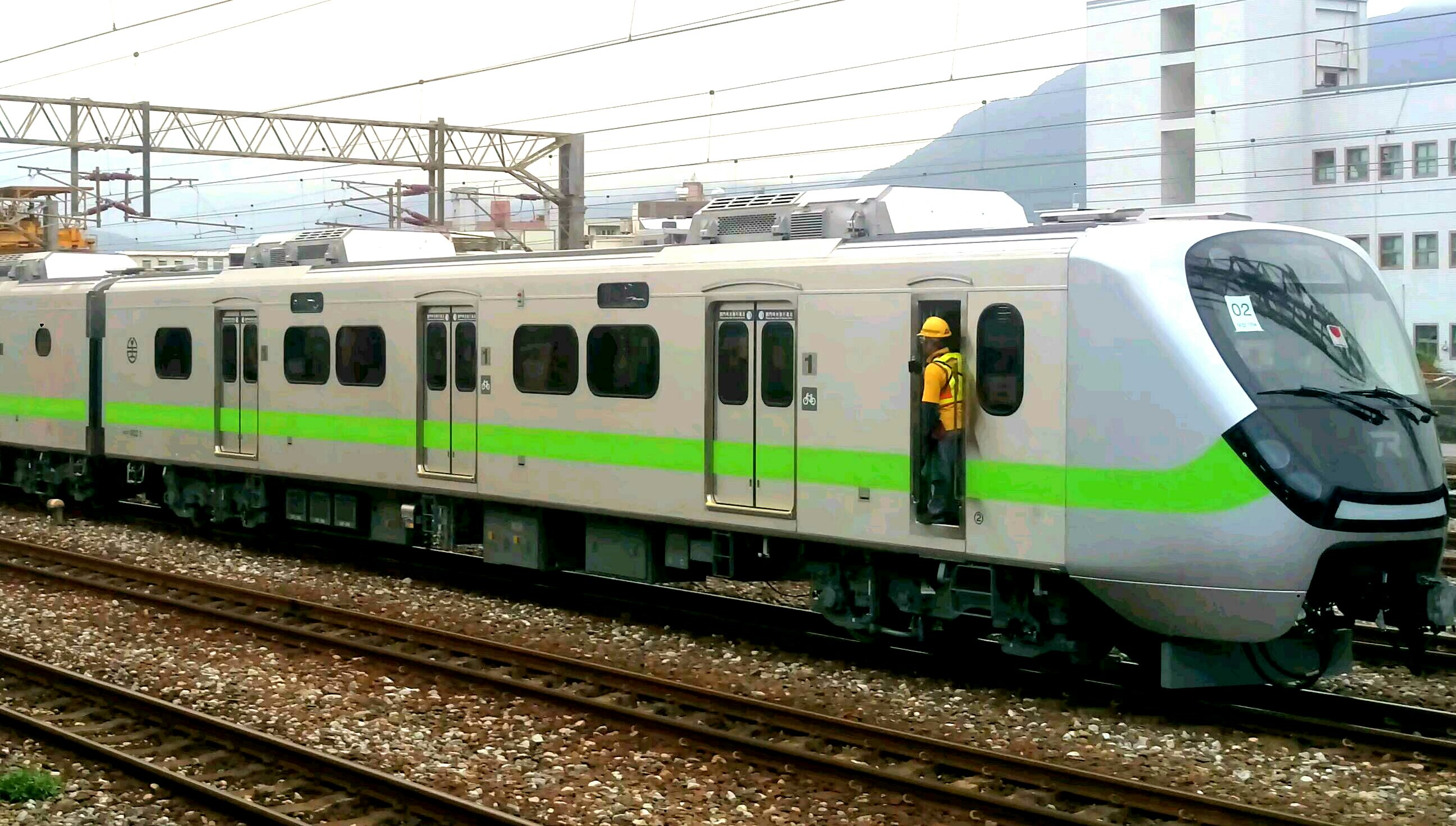
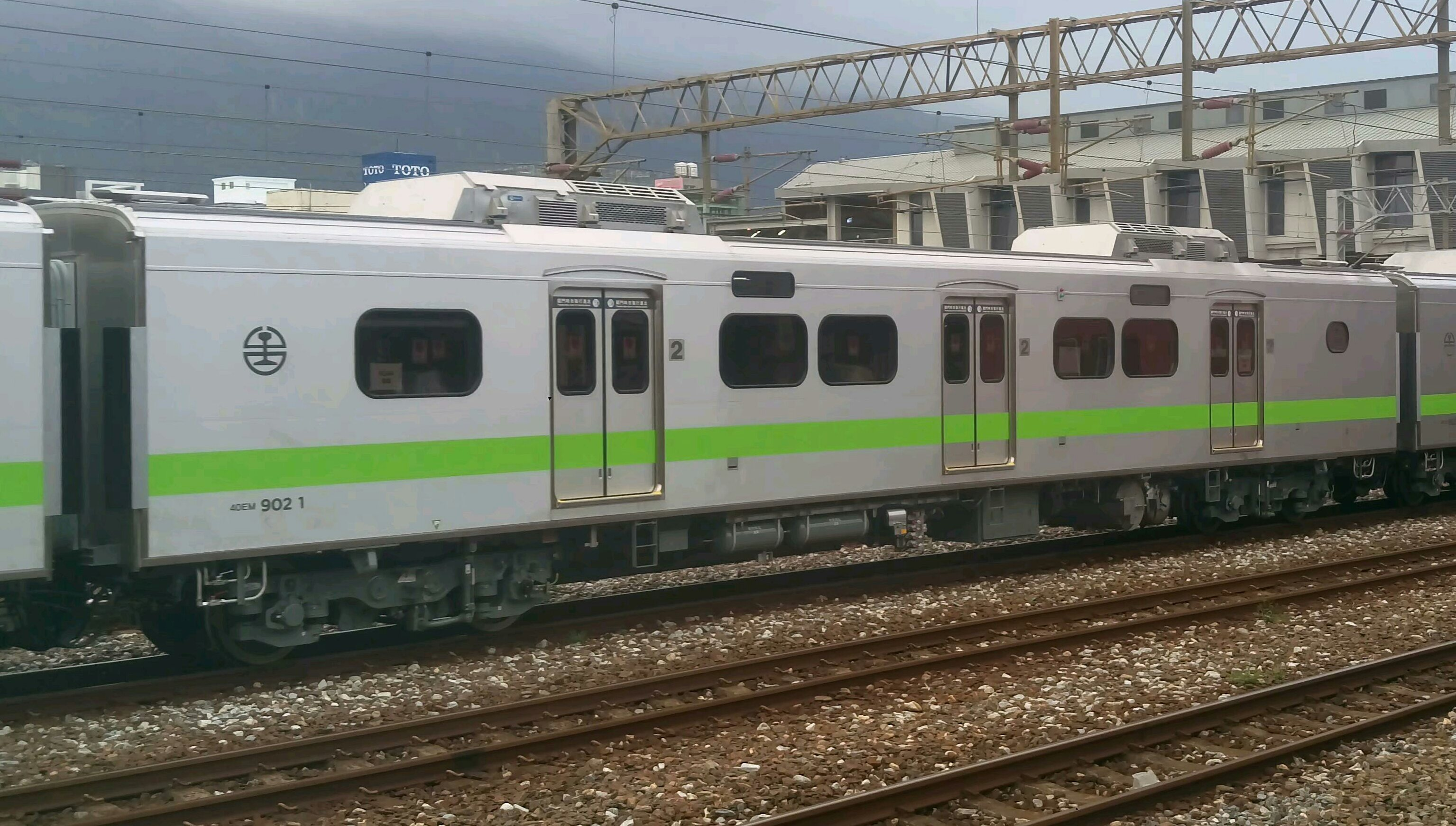
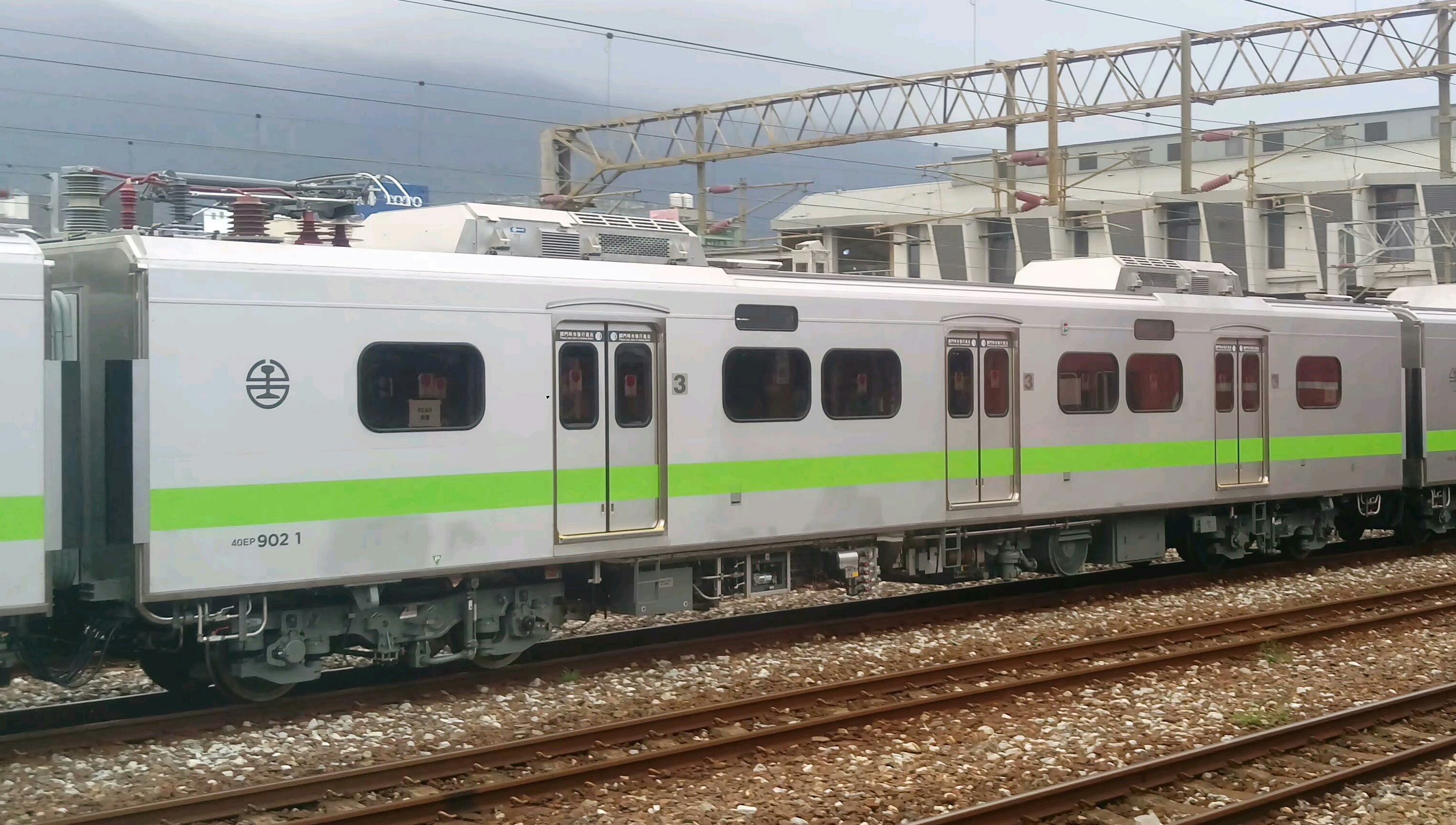
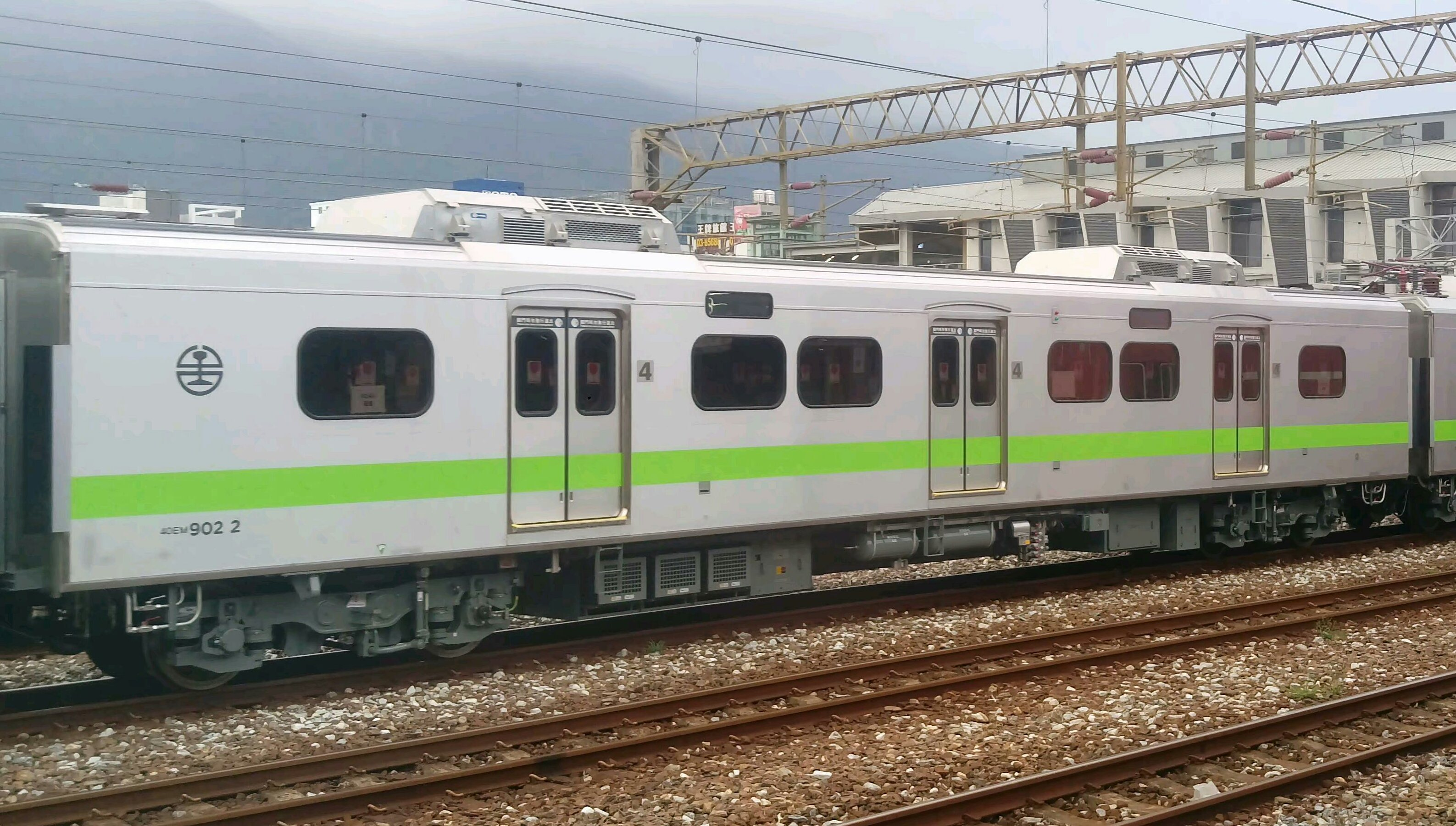
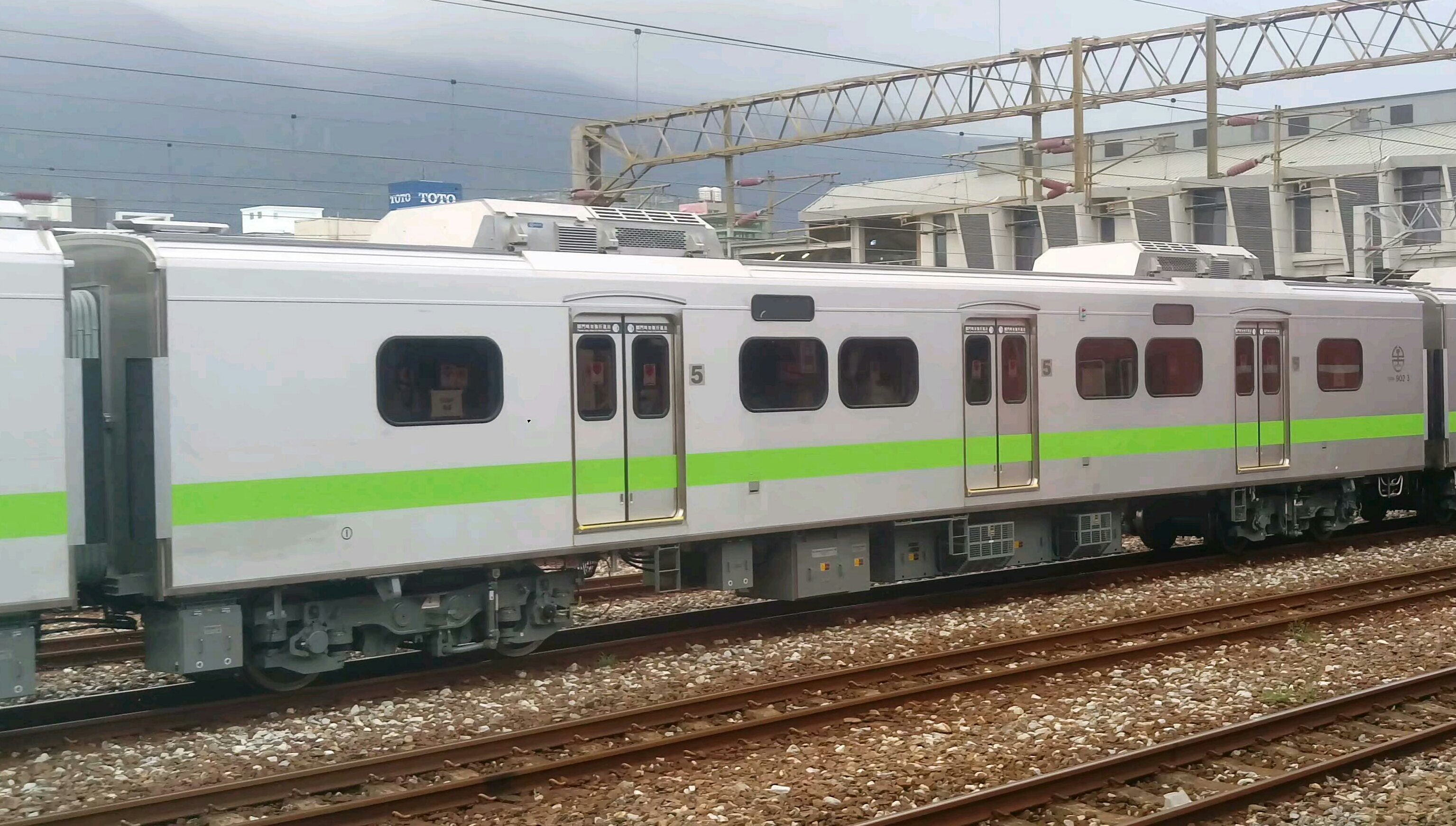
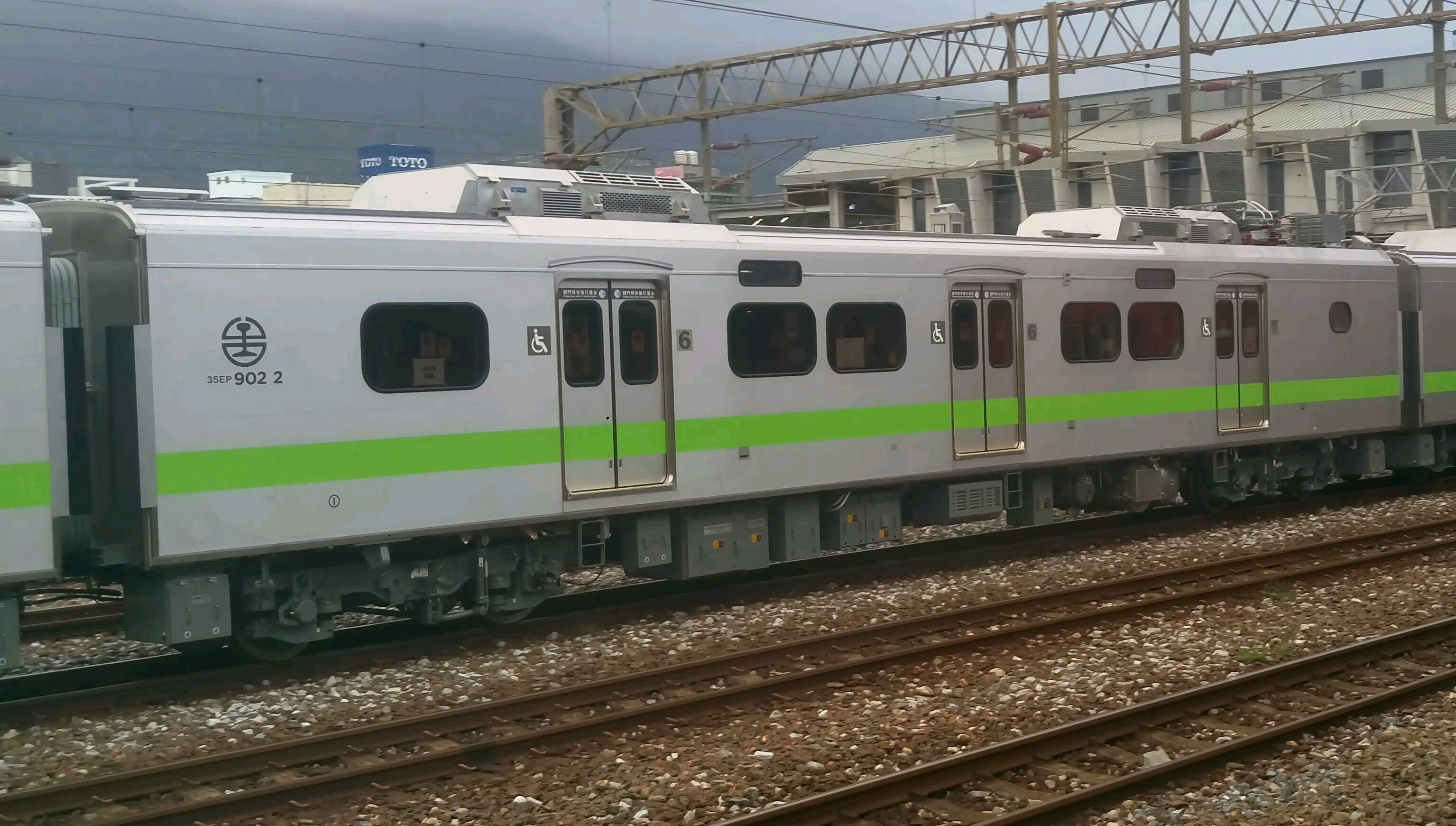
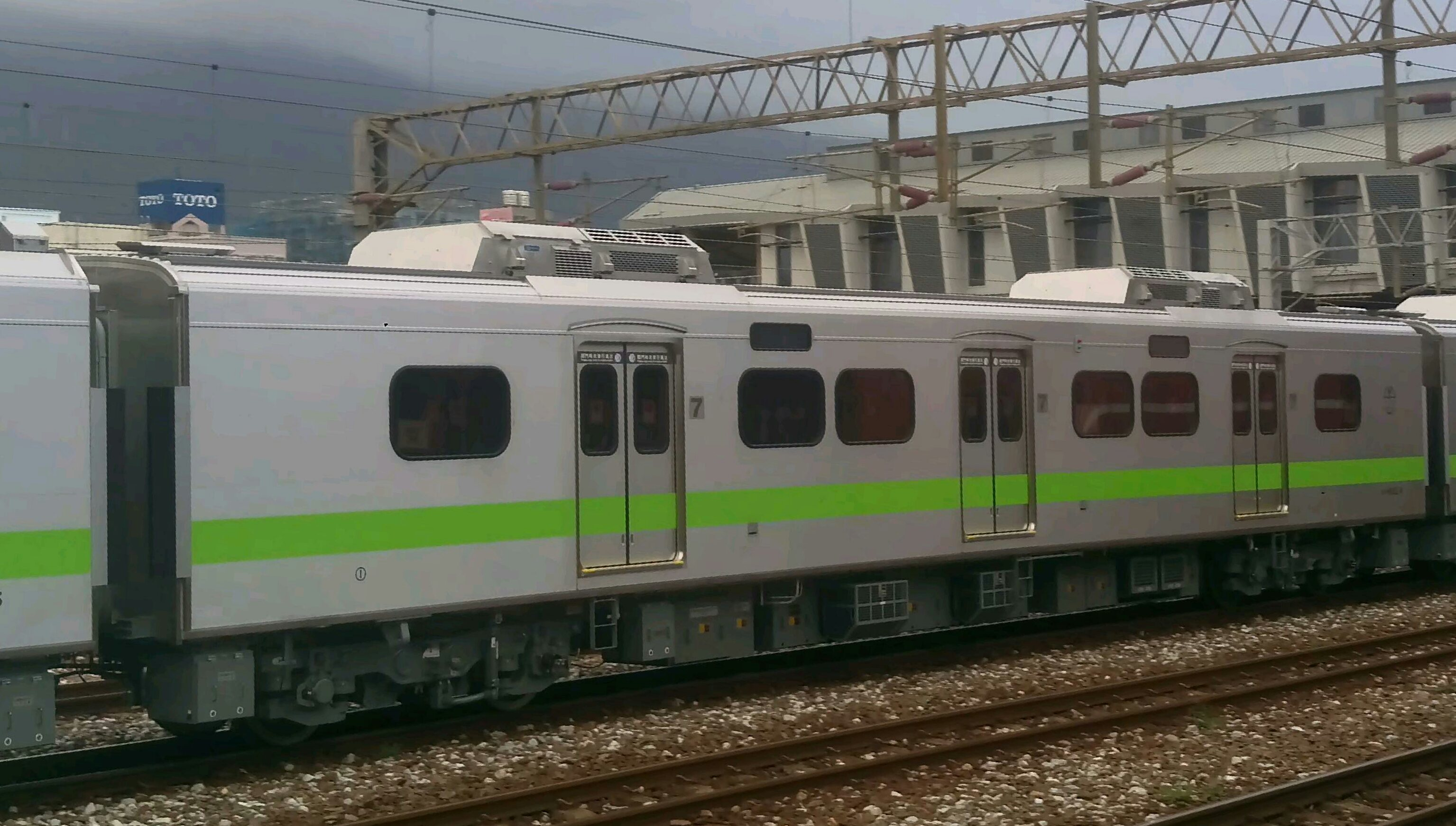
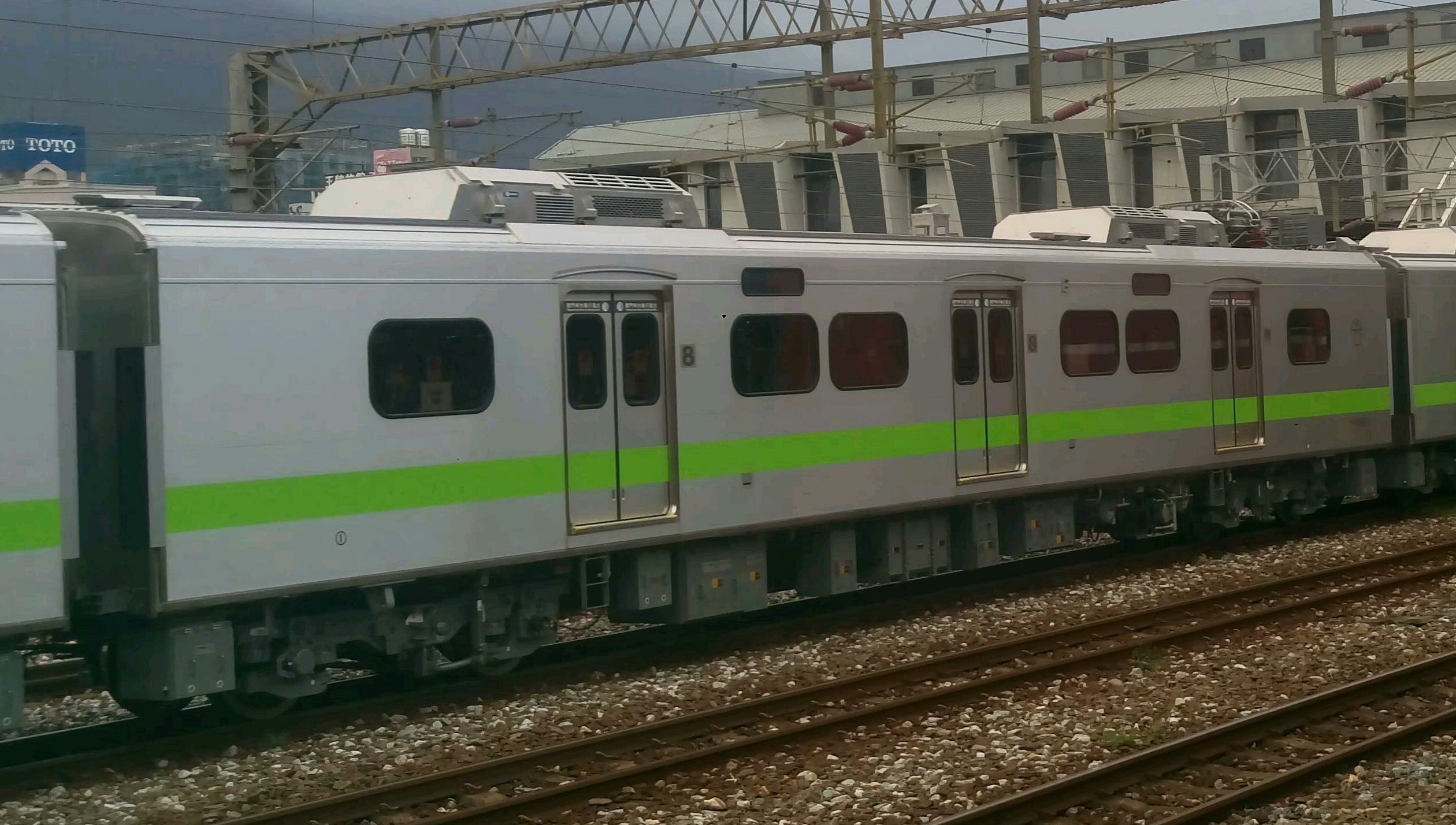
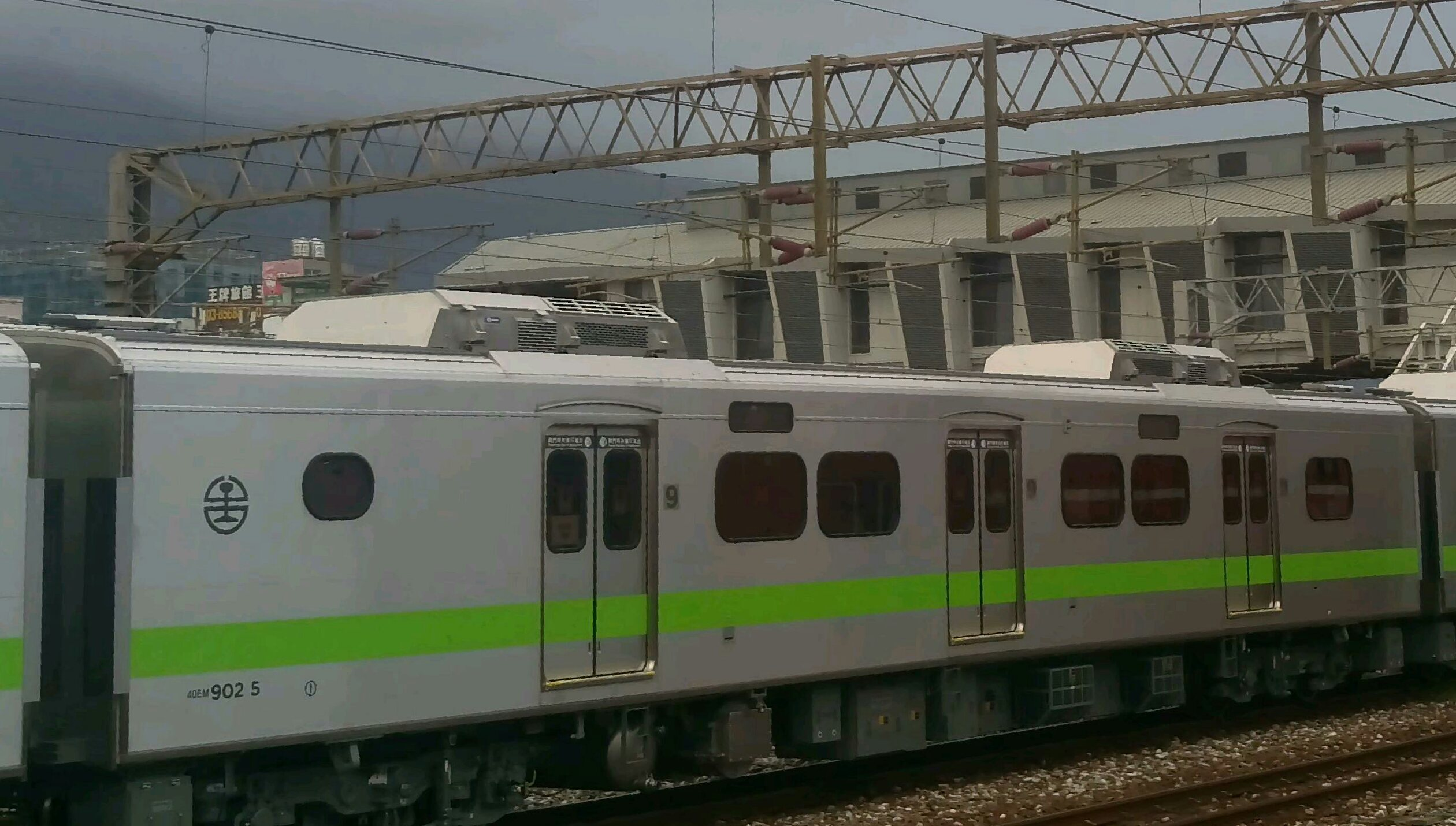
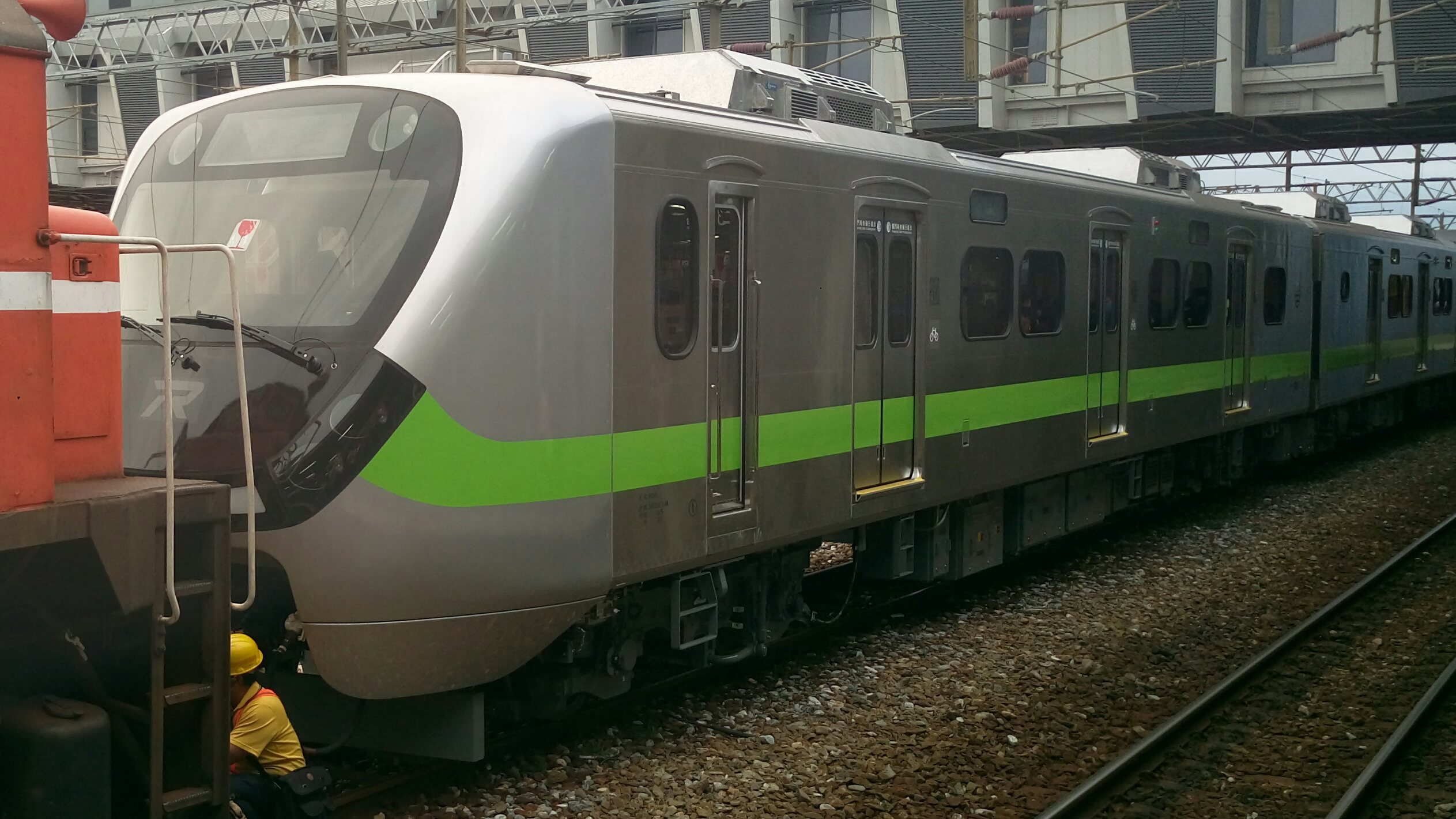

| 량       | 1                     | 2                     | 3                     | 4                     | 5                     | 6                        | 7                     | 8                     | 9                     | 10                    |
| 집전장치 |                       |                       | >                     |                       |                       | <                        |                       | <                     |                       |                       |
| 번호     | 50ED9xx 1 (Tc)        | 45EM9xx 1 (M)         | 45EP9xx 1 (T)         | 50EM9xx 2 (M)         | 45EM9xx 3 (M)         | 45EP9xx 2 (T)            | 50EM9xx 4 (M)         | 45EP9xx 3 (T)         | 45EM9xx 5 (M)         | 50ED9xx 2 (Tc)        |
| 전기     | SIV                   | VVVF, Rc              | Mtr, VCB, CP, ACP     | VVVF, Rc, SIV         | VVVF, Rc              | Mtr, VCB, ACP            | VVVF, Rc, SIV         | Mtr, VCB, CP, ACP     | VVVF, Rc              | SIV                   |
| 기타     |                       |                       |                       |                       |                       |                          |                       |                       |                       |                       |
| 무게(t)  | 50                    | 45                    | 45                    | 50                    | 45                    | 45                       | 50                    | 45                    | 45                    | 50                    |
| 좌석 수  | 30                    | 44                    | 54                    | 56                    | 48                    | 20 (8 wheelchair spaces) | 56                    | 54                    | 44                    | 30                    |
| 차량     | 50ED901 1 : 50ED952 1 | 45EM901 1 : 45EM952 1 | 45EP901 1 : 45EP952 1 | 50EM901 2 : 50EM952 2 | 45EM901 3 : 45EM952 3 | 45EP901 2 : 45EP952 2    | 50EM901 4 : 50EM952 4 | 45EP901 3 : 45EP952 3 | 45EM901 5 : 45EM952 5 | 50ED901 2 : 50ED952 2 |

## 참고문헌
1. ↑  “台鐵千億購新車 2024年完成車隊更新” (중국어 (대만)). 타이완 국제 방송. 2017년 10월 16일. 2020년 11월 2일에 확인함.
2. ↑  李姿慧 (2018년 6월 6일). “著火莒光號車齡36年 台鐵：2020年起汰換” (중국어 (대만)). Apple Daily. 2020년 11월 2일에 확인함.
3. ↑  “Hyundai Rotem to supply 52 EMUs to Taiwan”. Railway Gazette International. 2018년 6월 4일. 2020년 11월 2일에 확인함.
4. ↑  “현대로템, 1조원 규모 대만 교외선 전동차 운행 돌입”. 뉴스1. 2021년 4월 2일.
5. ↑  “현대로템, 대만 신규 전동차 1조원 사업 초도 20량 공급”. 뉴스1. 2020년 10월 26일.